# Acanthodelta rufobrunnea
Acanthodelta rufobrunnea là một loài bướm đêm trong họ Noctuidae.